# János Parti
János Parti (ur. 24 października 1932 w Budapeszcie, zm. 6 marca 1998 tamże) – węgierski kajakarz, kanadyjkarz. Trzykrotny medalista olimpijski.
Specjalizował się w kanadyjkowej jedynce. Brał udział w trzech igrzyskach (IO 52, IO 56, IO 60) i za każdym razem zdobywał medale. W 1952 był drugi na dystansie 1000 metrów, cztery lata później na 10 000 m. W Rzymie został mistrzem na 1000 metrów. W 1954 zdobył złoty medal na mistrzostwach świata (C-1, 1000 m).